# Poa ragonesei
Poa ragonesei là một loài cỏ trong họ hòa thảo, thuộc chi poa.